# SN 2008fg
SN 2008fg – supernowa typu Ia odkryta 30 sierpnia 2008 roku w galaktyce NGC 1268. W momencie odkrycia miała maksymalną jasność 18,80m.